# Piloporia
Piloporia là một chi nấm thuộc họ Polyporaceae.